# AKUT Such- und Rettungsverein
AKUT Such- und Rettungsverein (türkisch: AKUT Arama Kurtarma Derneği) ist eine gemeinnützige Organisation in Istanbul, die im Jahr 1996 von einer Gruppe von Ärzten und Kletterern gegründet wurde.
Der Verein hat bis Juni 2022 insgesamt 4.267 Such- und Rettungseinsätze in 30 Regionen durchgeführt und dabei 3.198 Menschen das Leben gerettet oder sie aus schwierigen Situationen gerettet.
Die Vereinigung ist Mitglied der International Search and Rescue Advisory Group (INSARAG) der Vereinten Nationen und der Internationalen Rettungshunde-Organisation und der EU-Katastrophenschutzverfahren.
Im Jahr 2011 nahm sie an der von der INSARAG durchgeführten Klassifizierungsveranstaltung teil und ist seitdem als mittleres Such- und Rettungsteam (Medium Urban Search and Rescue Team) zertifiziert. Der Verein beteiligte sich etwa nach den beiden Erdbeben 1999 in Marmara, zwei Erdbeben 2011 in Van und dem Erdbeben bei Izmir 2020 an den Rettungsarbeiten.
Der AKUT-Verein hat Rettungseinsätze auch in vielen anderen Ländern wie Griechenland, Taiwan, Nepal, Mosambik und dem Iran durchgeführt.